# Famalicão (Guarda)
Famalicão, também conhecida como Famalicão da Serra, é uma povoação portuguesa sede da Freguesia de Famalicão do Município da Guarda, freguesia com 16,02 km² de área e 458 habitantes (censo de 2021), tendo, por isso, uma densidade populacional de 28,6 hab./km².
Fica em um vale orientado de NE / SO, tendo ao fundo o termo de Valhelhas e o Rio Zêzere. É servida pela EN 18-1 (liga a E. N. 18 à E. N. 232), tendo também bastante movimento o caminho agrícola Famalicão/Valhelhas (asfaltado). 
Famalicão pertence à rede de Aldeias de Montanha.

## Demografia
A população registada nos censos foi:
| Distribuição da População por Grupos Etários | Distribuição da População por Grupos Etários | Distribuição da População por Grupos Etários | Distribuição da População por Grupos Etários | Distribuição da População por Grupos Etários |
| -------------------------------------------- | -------------------------------------------- | -------------------------------------------- | -------------------------------------------- | -------------------------------------------- |
| Ano                                          | 0-14 Anos                                    | 15-24 Anos                                   | 25-64 Anos                                   | > 65 Anos                                    |
| 2001                                         | 70                                           | 95                                           | 337                                          | 253                                          |
| 2011                                         | 75                                           | 41                                           | 277                                          | 222                                          |
| 2021                                         | 29                                           | 45                                           | 205                                          | 179                                          |

## História
Famalicão foi vila e sede de concelho até ao início do século XIX, quando foi incorporado no concelho de Valhelhas. O concelho era constituído apenas pela freguesia da sede e tinha, em 1801, 842 habitantes.
Na "Monografia de Famalicão", Bento da Rocha é de opinião que a origem de Famalicão remonta à ocupação romana de que se conservam alguns vestígios: marcos miliários, calçada e túmulos. Durante a Reconquista, o povoado terá sido arrasado e mandado reconstruir por D. Sancho I de Portugal que, no foral de 1187 deu aos Templários o termo da vila de Valhelhas – a cujo concelho Famalicão pertenceu até 1855. São famílias residentes desde a sua origem, as de apelidos de Mendonza, Bica, Charro e da Nave. No período que se seguiu, Famalicão chegou a constituir concelho próprio, mas acabou por integrar o concelho (atual município) da Guarda. 
Com os sucessivos surtos de emigração (em especial para o Brasil e França) e a crise da pequena agricultura, Famalicão foi perdendo habitantes, até estabilizar na última década. A presença de alguma indústria é um sinal positivo de resistência à desertificação. 
O dia do "Enterro do Entrudo" que ocorre em Fevereiro em Famalicão da Serra, é o evento mais significativo do calendário cultural da aldeia, tendo já conquistado o interesse generalizado dos famalicenses. A esta freguesia pertencem ainda os lugares de: Carapita, Famalicão e Sendão.

## Património
- Igreja Paroquial;
- Capela de Santo António;
- Capela de São Marcos;
- Capela do Bom Jesus.

## Equipamentos
- Casa da Cultura.